# أندرو برايس (لاعب دوري الرغبي)
أندرو برايس (بالإنجليزية: Andrew Price)‏ هو لاعب دوري الرغبي أسترالي، ولد في 9 مايو 1982 في كانبرا في أستراليا.